# فیشر (مینه‌سوتا)
فیشر، مینه‌سوتا (به انگلیسی: Fisher, Minnesota) یک شهر در ایالات متحده آمریکا است که در شهرستان پولک واقع شده‌است.

## خصوصیات
فیشر ۱٫۱۱ کیلومترمربع مساحت و ۴۳۵ نفر جمعیت دارد و ۲۵۸ متر بالاتر از سطح دریا واقع شده‌است.